# Kanton Saint-Dizier-1
Der Kanton Saint-Dizier-1 ist seit 2015 ein französischer Wahlkreis im Arrondissement Saint-Dizier im Département Haute-Marne in der Region Grand Est. Sein Hauptort ist Saint-Dizier.

## Geschichte
Der Kanton wurde am 22. März 2015 im Rahmen der Neugliederung der Kantone neu geschaffen. Seine Gemeinden gehörten bis 2015 zu den Kantonen Saint-Dizier-Ouest (alle Gemeinden) und Wassy (Allichamps und Louvemont). Dazu kommen Viertel im Süden und Westen der Stadt Saint-Dizier.

## Gemeinden
Der Kanton besteht aus elf Gemeinden und Teilgemeinden mit insgesamt 12.336 Einwohnern (Stand: 1. Januar 2022) auf einer Gesamtfläche von 185,42 km²:
| Gemeinde                         | Einwohner 1. Januar 2022 | Fläche km² | Dichte Einw./km² | Code INSEE | Postleitzahl |
| -------------------------------- | ------------------------ | ---------- | ---------------- | ---------- | ------------ |
| Allichamps                       | 362                      | 2,74       | 132              | 52006      | 52130        |
| Éclaron-Braucourt-Sainte-Livière | 2.011                    | 54,24      | 37               | 52182      | 52290        |
| Hallignicourt                    | 241                      | 11,86      | 20               | 52235      | 52100        |
| Humbécourt                       | 755                      | 20,84      | 36               | 52244      | 52290        |
| Laneuville-au-Pont               | 233                      | 4,09       | 57               | 52267      | 52100        |
| Louvemont                        | 697                      | 20,98      | 33               | 52294      | 52130        |
| Moëslains                        | 461                      | 1,62       | 285              | 52327      | 52100        |
| Perthes                          | 517                      | 13,08      | 40               | 52386      | 52100        |
| Saint-Dizier                     | 4.974                    | 39,30      | 127              | 52448      | 52100        |
| Valcourt                         | 608                      | 3,77       | 161              | 52500      | 52100        |
| Villiers-en-Lieu                 | 1.477                    | 12,90      | 114              | 52534      | 52100        |
| Kanton Saint-Dizier-1            | 12.336                   | 185,42     | 67               | 5213       | –            |

1. ↑   Nur der südwestliche Teil der Gemeinde, der Rest verteilt sich auf die Kantone Saint-Dizier-2 und Saint-Dizier-3.

## Politik
Im 1. Wahlgang am 22. März 2015 erreichte keines der vier Kandidatenpaare die absolute Mehrheit. Bei der Stichwahl am 29. März 2015 gewannen Luc Hispart/Laurence Leverrier (beide FN) gegen Ghislaine Delorme/Franck Raimbault (beide DVD) mit einem Stimmenanteil von 52,25 % (Wahlbeteiligung:50,89 %).
| Vertreter im Departementrat des Départements | Vertreter im Departementrat des Départements | Vertreter im Departementrat des Départements |
| Amtszeit                                     | Name                                         | Partei                                       |
| -------------------------------------------- | -------------------------------------------- | -------------------------------------------- |
| 2015–2021                                    | Luc Hispart Laurence Robert-Dehault          | DVD FN                                       |
| 2021–                                        | Michel Karakula Laurence Robert-Dehault      | RN                                           |